# 스켈리톤 키
《스켈리톤 키》(영어: The Skeleton Key)는 2005년 개봉한 미국의 초자연 민속 공포 영화이다.

## 출연진
- 케이트 허드슨
- 제나 롤런즈
- 존 허트
- 피터 사즈가드
- 조이 브라이언트

## 기타 제작진
- 배역: 로나 크레스
- 미술: 존 비어드
- 의상: 루이즈 프로글리